# Rhydderch Hael
Rhydderch Hael (Onbekend - 614) was koning van het Koninkrijk Strathclyde in het zuiden van het huidige Schotland. Het centrum van zijn koninkrijk was Dumbarton Castle ('Britse burcht'). Rhydderch wordt genoemd als de zoon van koning Tutagual, die zijn voorganger was. 
Rond 590 sloot hij een bondgenootschap met Urien Rheged en Gwallog ap Llaenog om het Angelsaksische koninkrijk Bernicia te veroveren. Door een onderlinge twist slaagde men niet in hun opzet. Daarnaast stond Rhydderch bekend om zijn contact met Columba van Iona en de heilige Mungo. Rhydderch werd door zijn familielid Neithon opgevolgd. Rhydderch Hael zou de magiër Merlijn aan zijn hof hebben ontvangen.

## Mythologie
Rhydderch Hael zou volgens de Keltische mythologie de eigenaar zijn van een zwaard waarbij, als hij het trok, de punt van het zwaard vuur vatte. Dit mythische zwaard vormde een inspiratiebron voor het zwaard Excalibur van Koning Arthur.